# Wolfgang Borchert
Wolfgang Borchert (Hamburgo, 20 de mayo de 1921-Basilea, Suiza; 20 de noviembre de 1947) fue un actor y escritor alemán.

## Historia
Hijo único de una escritora y un profesor llamados Herta y Fritz Borchert, a la temprana edad de quince años empezó a escribir relatos, algunos de los cuales publicaría más tarde el Hamburger Anzeigen. En 1939 comienza a trabajar como aprendiz de librero por deseo de sus padres, tarea que compagina con otra mucho más emocionante para él: su formación como actor de la mano de Helmut Gmelin. En marzo de 1941, tras haber pasado un examen de ingreso, comienza a trabajar en Hannover en el teatro Landesbühne Osthannover. No obstante, su incipiente carrera como actor terminó pronto, puesto que en junio tuvo que abandonarlo todo para marcharse a servir en el ejército. Entre julio y noviembre de 1941 lo formaron como soldado de unidad blindada.
Borchert fue destinado al frente oriental, donde fue testigo de los horrores del conflicto bélico y pudo ver con sus propios ojos el ingente número de víctimas que ocasionaban no sólo las batallas, sino también el frío, el hambre y las deficiencias del equipamiento. En enero de 1942, resultó herido en la mano izquierda, por lo que tuvo que ser trasladado a un hospital militar en Schwabach. Bajo la sospecha de que pudiera haber sido él mismo el autor del disparo, en un intento desesperado por eludir su deber como soldado, Borchert fue arrestado y condenado a pasar tres meses de aislamiento. 
Más adelante lo acusaron de haber escrito en algunas cartas «afirmaciones que ponían en peligro al país» y lo condenaron a seis semanas más. Tras este tiempo que pasó arrestado volvió a Toropez, en el frente ruso, a finales de 1942. En diciembre tuvo que volver al hospital militar por motivo de una congelación, y allí enfermó de tifus e ictericia. Fue entonces cuando su hígado empezó a dar muestras de estar gravemente dañado. 
A principios de 1943 regresó, de permiso, a la destruida ciudad de Hamburgo. Allí volvió a los teatros con varios espectáculos de cabaré hasta que tuvo que regresar al frente y reunirse con su compañía en Kassel, aunque albergaba la esperanza de que lo licenciaran por su afección hepática. No obstante, esto nunca ocurrió, ya que se supo que había parodiado en escena al ministro de propaganda Joseph Goebbels. Por este motivo, Wolfgang Borchert fue detenido y condenado a nueve meses de prisión en diciembre de 1943. Sin embargo esta vez no entró en la cárcel, pues su castigo fue suspendido bajo comprobación bélica.
Cuando salió de la cárcel volvieron a enviarlo al ejército, esta vez para servir en el frente occidental. Su unidad se rindió a los franceses en marzo de 1945, en las cercanías de Fráncfort del Meno. Mientras los trasladaban a un campo de prisioneros, Borchert consiguió burlar a los guardias y escapó. Recorrió enfermo y a pie los 600 kilómetros que lo separaban de Hamburgo. El 10 de mayo de 1945 llegó a casa de sus padres. 
Después de la guerra, Borchert intentó hacer carrera en teatros y cabarés. Trabajó como ayudante de dirección en la representación de Nathan el sabio, de Lessing, en el Teatro de Hamburgo, escribió varios textos para cabaré e incluso fue cofundador de un teatro, pero su estado de salud no dejaba de empeorar y los médicos temían por su vida. Tenían razón. A Borchert solo le quedaban dos años, que pasaría postrado en cama.

## Obra
Dos años para escribir toda su obra. Una carrera contrarreloj con la muerte pisándole los talones. Aunque no se publicaría hasta el verano de 1947, en enero de 1946, Borchert terminó de escribir su primera colección de relatos Die Hundeblume: Erzählungen aus unseren Tagen, a la que pertenece Generation ohne Abschied, uno de sus escritos más intensos:
“[…] Wir sind die Generation ohne Bindung, ohne Vergangenheit, ohne Anerkennung. Und die Winde der Welt, die unsere Füße und unsere Herzen zu Zigeunern auf ihren heißbrennenden und mannshoch verschneiten Straßen gemacht haben, machten uns zu einer Generation ohne Abschied. [...]Aber wir sind eine Generation der Ankunft. Vielleicht sind wir eine Generation voller Ankunft auf einem neuen Stern, in einem neuen Leben. Voller Ankunft unter einen neuen Sonne, zu neuen Herzen. [...] Wir sind eine Generation ohne Abschied, aber wir wissen, daß alle Ankunft uns gehört.”
En diciembre del mismo año se publicó una recopilación de poemas escritos entre 1940 y 1945 bajo el nombre de Laterne, Nacht und Sterne. A finales del otoño de 1946, terriblemente enfermo, Borchert escribió el drama expresionista Draußen vor der Tür en apenas seis días. La lectura dramatizada de esta obra pudo escucharse por la radio el 13 de febrero de 1947 y tuvo un gran éxito. 
En septiembre, Borchert se trasladó a un sanatorio en la ciudad suiza de Basilea para intentar curarse. Allí continuó escribiendo algunos de los diecinueve relatos que compondrían An diesem Dienstag, colección que el autor había empezado a redactar en otoño de 1946 y que daría por finalizada en el verano de 1947. Relatos como Die Küchenuhr, Nachts schlafen die Ratten doch o Im Mai, im Mai schrie der Kuckuk pertenecen a esta obra. 
Borchert no detuvo su febril producción literaria hasta el momento de su muerte, prueba de ello son algunos poemas y relatos sueltos publicados tras su muerte, entre los que se incluyen el manifiesto antibelicista Dann gibt es nur eins!, poemas como Liebeslied o Die Nacht y relatos como Das Brot o las Lesebuchgeschichten, breves pero intensas, para muestra un botón:
Es waren mal zwei Menschen. 

Als sie zwei Jahre alt waren, da schlugen sie sich mit den Händen.

Als sie zwölf waren, schlugen sie sich mit Stöcken und warfen mit Steinen.

Als sie zweiundzwanzig waren, schossen sie mit Gewehren nach einander.

Als sie zweiundvierzig waren, warfen sie mit Bomben.

Als sie zweiundsechzig waren, nahmen sie Bakterien.

Als sie zweiundachtzig waren, da starben sie. Sie wurden nebeneinander begraben.

Als sich nach hunderten Jahren ein Regenwurm durch ihre beiden Gräber fraß, merkte er gar nicht, daß hier zwei verschiedene Menschen begraben waren. Es war dieselbe Erde. Alles dieselbe Erde. 

Érase una vez dos personas. 

Cuando tenían dos años, se pegaban con las manos.

Cuando tenían doce, se pegaban con palos y se tiraban piedras.

Cuando tenían veintidós, se disparaban con fusiles.

Cuando tenían cuarenta y dos, se lanzaban bombas.

Cuando tenían sesenta y dos, utilizaban bacterias.

Cuando tenían ochenta y dos, se murieron. Fueron enterrados uno al lado del otro.
 
Cuando, cientos de años después, una lombriz se abrió camino comiendo entre sus tumbas, no se dio cuenta de que allí estaban enterradas dos personas distintas. Era la misma tierra. Todo era la misma tierra.
Wolfgang Borchert falleció el 20 de noviembre de 1947, tan sólo un día antes de que se estrenase su única obra de teatro. La mayor parte de su obra fue publicada de forma póstuma (Am diesem Dienstag, Draußen vor der Tür y los poemas y relatos escritos durante su estancia en Suiza).

## Repercusión
A pesar de que su obra es breve en cuanto a extensión su fuerza es inmensa. Precisamente en la carga emotiva reside la clave de su éxito, un éxito que el propio Borchert no pudo imaginar. Seguro que nunca sospechó que iba a convertirse en “una de las voces más importantes de la literatura de posguerra alemana” tal como lo definió en su día el también escritor Alfred Andersch. Según Latorre (2002), su juventud, su trágico destino y su traumática experiencia de la guerra en el frente oriental fueron los factores que hicieron de Borchert el portavoz de toda una generación. Su legado ejerció una influencia muy importante para el llamado Gruppe 47, pero no sólo eso. La obra de Borchert ha llegado a nuestros días sin hacer demasiado ruido pero removiendo conciencias como lo que es, un retrato sencillo, pero devastador, de los horrores de cualquier posguerra.